# Leon Loria
Leon Loria (ur. 5 listopada 1883 w Warszawie, zm. 8 kwietnia 1932 w Zakopanem) – polski prawnik, taternik, narciarz i podpułkownik obserwator Wojska Polskiego żydowskiego pochodzenia, kawaler Orderu Virtuti Militari.

## Życiorys
Urodził się w rodzinie żydowskiej, jako syn Abrahama (Adolfa) Lorie (Loria) i Felicji Fried. Leon Loria po ukończeniu gimnazjum i uzyskaniu matury w Krakowie rozpoczął studia na Uniwersytecie Jagiellońskim. W 1913 roku obronił doktorat i został koncypientem adwokackim w Nowym Targu.
W latach 1909–1914 dokonał wielu pierwszych wejść w Tatrach, głównie z Mariuszem Zaruskim, Henrykiem Bednarskim, Józefem Lesieckim oraz Stanisławem Zdybem. 23 lipca 1910 roku zdobył z nimi południową ścianę Zamarłej Turni.
Zaliczył również pierwsze zimowe wejścia na takie szczyty jak: Mnich, Zadni Mnich, Mały Kozi Wierch, Wielka Buczynowa Turnia, Banówka, Rohacze, Salatyński Wierch. Leon Loria organizował wiele wypraw narciarskich.
W latach 1911–1914 był prezesem klubu Sekcji Narciarskiej PTT. Brał udział w licznych trudnych wyprawach TOPR-u, w którym służył jako ratownik górski. Wyruszył między innymi w wyprawie po ciało Mieczysława Karłowicza pod Mały Kościelec.  Należał do Polowych Drużyn Sokoła.
Podczas pierwszej wojny światowej, 5 sierpnia 1914 wstąpił do Legionów Polskich, gdzie służył w 1 pułku ułanów, a następnie w 1 pułku artylerii. Po kryzysie przysięgowym był członkiem Polskiej Organizacji Wojskowej.
Po wojnie, od listopada 1918 do kwietnia 1919 był oficerem ordynansowym Naczelnego Wodza. W tym samym czasie szkolił się w pilotażu we Francuskiej Szkole Pilotów w Warszawie. Od 1 lutego 1920 służył na froncie podczas wojny polsko-bolszewickiej jako obserwator lotniczy w 1 eskadrze wielkopolskiej.  Wielokrotnie wsławił się męstwem podczas wojny polsko-bolszewickiej. 17 kwietnia1920 r. dokonał nalotu na bolszewicką piechotę i artylerię w rejonie Szaciłek, „przez co zniewolił ich do zaprzestania w ostrzeliwaniu naszej piechoty. Przed akcją wykonał szereg lotów dalekich poza frontem” (z wniosku o odznaczenie orderem Virtuti Militari). Później wykazał się odwagą pod Borysowem.
Po wojnie polsko-bolszewickiej dowodził tą eskadrą, a od sierpnia 1921 – I dywizjonem 1 pułku lotniczego. 15 czerwca 1923 roku został odkomenderowany do Wyższej Szkoły Pilotów w Grudziądzu, w charakterze ucznia–pilota. 31 marca 1924 został mianowany podpułkownikiem ze starszeństwem z 1 lipca 1923 roku i 1. lokatą w korpusie oficerów aeronautycznych. Od 1925 był zastępcą dowódcy tego pułku. Od 20 października 1926 był komendantem Głównego Portu Lotniczego na Polu Mokotowskim w Warszawie. W 1928 przeszedł do Departamentu Aeronautyki Ministerstwa Spraw Wojskowych. 6 lipca 1929 został zwolniony z zajmowanego stanowiska i oddany do dyspozycji szefa Sztabu Głównego. Z dniem 30 kwietnia 1930 został przeniesiony w stan spoczynku z uwagi na zdrowie. Zmarł 8 kwietnia 1932 roku w Zakopanem na skutek choroby. Został pochowany na Cmentarzu Wojskowym na Powązkach w Warszawie (kwatera B17-8-4).

## Ordery i odznaczenia
- Krzyż Srebrny Orderu Wojskowego Virtuti Militari nr 3055 – 8 kwietnia 1921[12][13]
- Krzyż Niepodległości – 24 października 1931 „za pracę w dziele odzyskania niepodległości”[14]
- Krzyż Walecznych – dwukrotnie (po raz pierwszy w 1921[15])
- Polowa Odznaka Obserwatora nr 2 „za loty bojowe nad nieprzyjacielem czasie wojny 1918–1920”  – 11 listopada 1928[16]